# Сан-Лоренсу-душ-Оргауш (Кабо-Верде)
Сан-Лоренсу-душ-Оргауш (порт. São Lourenço dos Órgãos) — один з 22 муніципалітетів Кабо-Верде. Розташований на острові Сантьягу.
Населення становить 7 127 осіб (2015). Площа муніципалітету — 36,9.

## Адміністративний поділ
До муніципалітету належить одна парафія (фрегезія): Сан-Лоренсу-душ-Оргауш.

## Населення
Згідно із переписом населення 2010 року населення муніципалітету становило 7 388 осіб. За оцінкою 2015 року — 7 127.